# Nychogomphus flavicaudus
Nychogomphus flavicaudus là loài chuồn chuồn trong họ Gomphidae. Loài này được Chao mô tả khoa học đầu tiên năm 1982.